# Johann Diedrich Allerheiligen
Johann Diedrich Allerheiligen (* 8. Oktober 1875 in Sudweyhe; † 2. Mai 1937 in Bremen) war ein deutscher Kaufmann, Politiker (DDP) und Senator in Bremen.

## Biografie
Allerheiligen absolvierte nach dem Besuch der Volksschule eine Kaufmannslehre in Bremen. 1901 eröffnete er in der Neustadt (Neustadtscontrescarpe) ein Kolonialwarengeschäft. Er war Vorstandsmitglied und dann Vorsitzender der 1902 gegründeten Einkaufsgenossenschaften der Kolonialwarenhändler, der EdK Großhandels eGmbH in Bremen, die sich 1907 dem Verband deutscher kaufmännischer Genossenschaften anschloss und seit 1911 den Markennamen Edeka führte. 
Nach dem Ersten Weltkrieg trat Allerheiligen 1920 in die Deutsche Demokratische Partei (DDP) ein. Am 6. Juni 1920 wurde er in die Bremische Bürgerschaft gewählt. Am 30. Januar 1925 wurde er Bremer Senator. Er war unter anderem Vorsitzender der Bremer Deputation für das Bauwesen und Stadterweiterung. In dieser Position gewann er einen wichtigen Einfluss über die Stadtplanung und der Verkehrswegeführung der 1920er Jahre in Bremen. Am 16. März 1933 mussten Bürgermeister Martin Donandt, Allerheiligen und die verbliebenen demokratischen Senatoren auf Druck der Nationalsozialisten zurücktreten.

### Ehrungen
Die Senator-Allerheiligen-Straße in Bremen-Woltmershausen wurde nach ihm benannt.